# Église Saint-Paul d'Aplemont
L'église Saint-Paul d'Aplemont est une église qui se dresse sur la commune du Havre, dans le quartier d'Aplemont, en Seine-Maritime, dans la région Normandie.

## Historique
Elle est l’œuvre des architectes Maurice-Eugène Platel et Henri Gastaldi. La première pierre de l'église est posée le 16 mai 1953. L'église est bâtie avec des pierres issues des décombres de l'ancien Hôtel de Ville du Havre et du Palais de la Bourse, détruits lors des bombardements de 1944.